# Villa di Via Pollenza
Villa di Via Pollenza é uma antiga villa romana localizada no interior do moderno Istituto Tecnico Industriale "J. von Neumann", na altura do número 115 da Via Pollenza, no quartiere San Basilio de Roma. As ruínas estão protegidas por uma cobertura em más condições e estão praticamente abandonadas.

## História
Estas ruínas foram descobertas em 1983 durante as obras de construção da escola técnica e dois estudos arqueológicos emergenciais foram realizados em 1983 e 1984, mas, infelizmente, as obras continuaram e boa parte das ruínas foi destruída. Da primeira versão da villa, da primeira metade do século I, são alguns ambientes que ocupam o setor ocidental, com paredes em opus reticulatum e pisos em mosaico com tesselas brancas e pretas. 
A estes ambientes, cuja situação original foi em parte modificada, ainda no século I, e a villa foi ampliada, provavelmente na primeira metade do século II, com a adição de um complexo termal, do qual foram descobertos alguns vãos em opus lateritium com restos de mosaicos no piso, com motivos geométricos, e de um sistema de aquecimento. Em 1994, num novo estudo emergencial, alguns ambientes, dos quais resta somente parte do piso em opus spicatum, foram descobertos mais a nordeste. Provavelmente eram da parte rústica da villa, eles foram quase completamente destruídos.
Um poço retangular, em opus mixtum muito irregular de tijolos, está conservado no interior do Istituto e, ao sul da villa foram descobertos dois trechos de um muro de contenção em opus reticulatum, com escoramento fincados no banco de tufo e, mais a leste, um túnel com um arco ogival escavado diretamente no terreno.